# Xambioá
Xambioá is een gemeente in de Braziliaanse deelstaat Tocantins gelegen aan de benedenloop van de Araguaia. De gemeente telt 11.099 inwoners (schatting 2009).